# Maple Leaf Rag
Maple Leaf Rag è una composizione ragtime di Scott Joplin. Edito dalla "John Stark & Son" nel 1899, fu uno dei maggiori successi del compositore, un'incomparabile fusione di folklore nero e musica colta, consacrando Scott definitivamente “re del ragtime classico” ed è stata la prima composizione a vendere più di un milione di copie.
(Gildo De Stefano, Ragtime, jazz & dintorni, Milano 2007 - Capitolo: Il ragtime entra in società)

## Aspetti formali
Maple Leaf Rag ha tutte le caratteristiche tipiche del ragtime "canonico", ossia: è in tempo binario (2/4) e segue lo schema tematico: A A B B A C C D D.
Il brano è in tonalità di La bemolle maggiore, escluso il tema "C" che è invece in Re bemolle maggiore. Come in tutti i ragtime, le sincopi sono parecchie, così come le alterazioni transitorie e gli accordi di settima.

## Riferimenti nella cultura di massa
Il brano è stato inserito, insieme ad altri ragtime, nella colonna sonora del film La stangata del 1973, e si sente inoltre nella puntata Boe Letter Blues  de I Simpson, ventunesima stagione. Nel 1977, il tastierista Keith Emerson degli Emerson, Lake & Palmer ne pubblicò una versione nell'omonimo singolo (lato B: The Sheriff), inclusa poi nell'album Works Volume 2 di tutto il trio.